# Острова Баунти
Острова Ба́унти (англ. Bounty Islands) — архипелаг, состоящий из 13 островков и многочисленных скал, расположенный приблизительно в 650 километрах к юго-востоку от Южного острова Новой Зеландии.
Эта группа островов считается новозеландскими Внешними островами и является территорией Новой Зеландии, однако она не считается частью какого-либо региона или округа, а находится в непосредственном управлении специального органа — англ. Area Outside Territorial Authority.
Острова Баунти — Всемирное наследие ЮНЕСКО.

## География

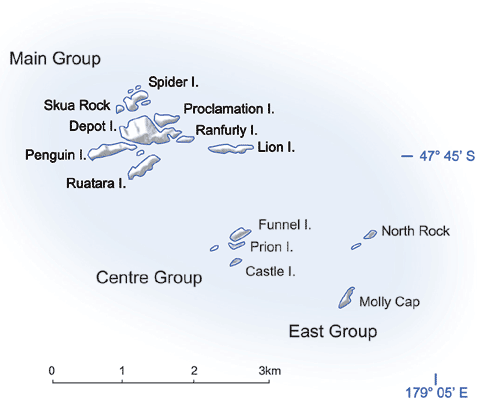
Карта островов Баунти

Острова расположены между 179° 02' — 179° 07' в. д., и 47° 40' — 47° 45' ю. ш.
Площадь островов всего 1,35 км². Самая высокая точка архипелага — 90 метров над уровнем моря.
- Основная группа (47°45′ ю. ш. 179°02′ в. д.HGЯO):
  - Остров Депот (Depot) (крупнейший остров)
  - Остров Лион (Lion)
  - Остров Пингвин (Penguin)
  - Остров Проклемейшн (Proclamation)
  - Остров Ранферли (Ranfurly)
  - Остров Руатара (Ruatara)
  - Остров Спаидер (Spider)
  - Остров Туннель (Tunnel)
- Центральная группа (47°45′45″ ю. ш. 179°02′40″ в. д.HGЯO):
  - Остров Кейстль (Castle)
  - Остров Фаннель (Funnel) (основной остров)
  - Остров Прайон (Prion)
- Восточная группа (47°46′ ю. ш. 179°04′ в. д.HGЯO):
  - Остров Молли Кэп (Molly Cap) (основной остров)
  - Скала северная

На островах находятся большие популяции пингвинов, альбатросов и тюленей. По этой причине архипелаг в XIX веке — начале XX века был популярен среди охотников.
Климат острова суровый и ветреный, но ровный. Острова Баунти часто представляются тропическими островами, благодаря острову Питкэрн (в 5,5 тыс. км северо-восточнее), где высадился мятежный экипаж одноимённого корабля, а также из-за рекламных роликов шоколадных батончиков с кокосом «Баунти».

## История
Острова Баунти были открыты в сентябре 1788 года знаменитым кораблём «Баунти» за несколько месяцев до мятежа.

## Население
Острова необитаемы, постоянных жителей нет, кроме временного проживания участников научных экспедиций.